# Ramón Antonio Linares Sandoval
Ramón Antonio Linares Sandoval (ur. 26 grudnia 1936 w San Carlos) – wenezuelski duchowny rzymskokatolicki, w latach 2002-2013 biskup Barinas.

## Życiorys
Święcenia kapłańskie przyjął 28 lipca 1963 i został inkardynowany do archidiecezji Valencia en Venezuela. Pełnił funkcje m.in. ojca duchownego i administratora miejscowego seminarium, a także proboszcza w jego rodzinnym mieście. W 1972 w wyniku utworzenia diecezji San Carlos de Venezuela został do niej inkardynowany i otrzymał nominację na jej wikariusza generalnego. Pracował także w sądzie diecezjalnym.
5 lipca 1994 został mianowany biskupem Puerto Cabello. Sakrę biskupią otrzymał 15 października 1994. 16 lipca 2002 objął urząd biskupa Barinas.
30 sierpnia 2013 przeszedł na emeryturę.
Od 31 października 2013 do 31 października 2015 był administratorem apostolskim Acarigua–Araure.